# 倉内大次
倉内 大次（くらうち だいじ、1913年 - 生没不明）は、日本のフィールドホッケー選手。

## 経歴
東京商科大学出身。1936年ベルリンオリンピックホッケー競技に出場した。